# Patrick Malahide

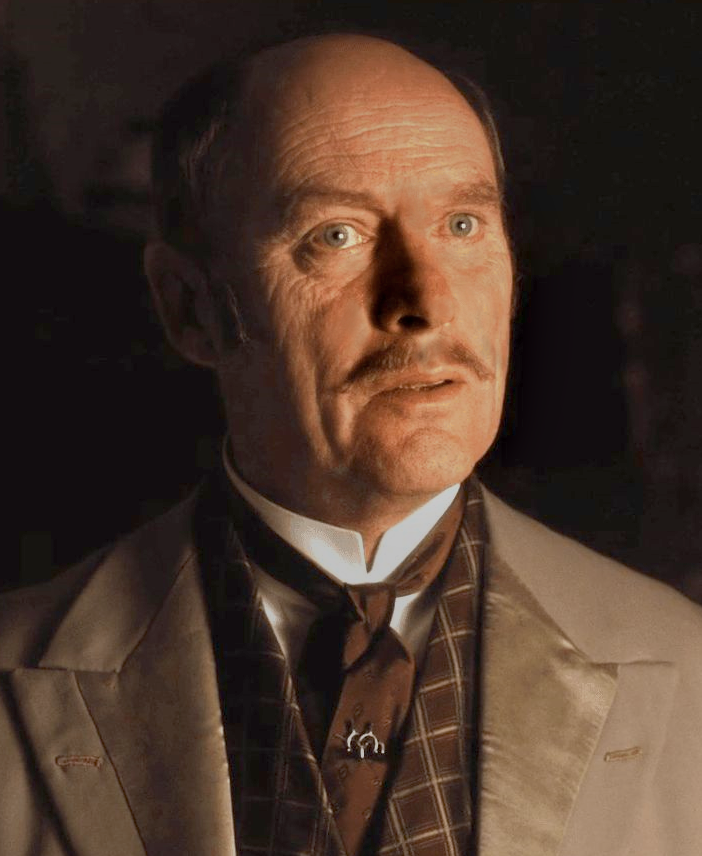
Patrick Malahide, 2019

Patrick Malahide (* 24. März 1945 in Berkshire, England) ist ein britischer Schauspieler, der in TV- und Kinoproduktionen der USA oder seiner Heimat zu sehen war.

## Werdegang
Unter seinem richtigen Namen Patrick Gerald Duggan kam Malahide als Sohn irischer Immigranten zur Welt, nachdem sein Vater im Zweiten Weltkrieg in der britischen Armee gekämpft hatte. Nach dem Absolvieren der Schule wandte sich Malahide der Schauspielerei zu, kam aber mit 31 Jahren erst relativ spät zu seiner ersten Filmrolle.
Bis heute hatte Malahide in den Produktionen, in denen er mitwirkte, nie eine tragende Rolle gespielt, sondern wirkte stets in unterstützenden Nebenparts mit. So sah man ihn u. a. in Auf der Jagd, Sahara – Abenteuer in der Wüste und Billy Elliot. Seine bekanntesten Rollen waren die des Gouverneurs Ainslee in Die Piratenbraut (1995), des korrupten CIA-Mannes Perkins in Tödliche Weihnachten (1996) sowie des durchtriebenen Schweizer Bankiers Lachaise im Teaser des James-Bond-Films Die Welt ist nicht genug (1999).
Inzwischen wirkt Malahide wieder hauptsächlich in Fernsehproduktionen seiner britischen Heimat mit.
In der Serie Game of Thrones verkörperte er Balon Graufreud. In der Serie The Paradise spielt er den Geschäftsmann Lord Glendenning.

## Filmografie (Auswahl)
- 1976: Mit Schirm, Charme und Melone (The New Avengers, Fernsehserie, 1 Folge)
- 1978: Die Profis (The Professionals, Fernsehserie, 1 Folge)
- 1978: Die Füchse (The Sweeney, Fernsehserie, 1 Folge)
- 1983: Black Adder (Fernsehserie)
- 1984: The Killing Fields
- 1986: Der singende Detektiv (The Singing Detective, Fernsehserie)
- 1987: A Month in the Country
- 1990: Inspektor Morse, Mordkommission Oxford (Inspector Morse, Fernsehserie, 1 Folge)
- 1990–91: Ngaio Marsh's The Inspector Alleyn Mysteries (Fernsehserie) – Detective Chief Inspector Roderick Alleyn, Esq.
- 1991: December Bride
- 1995: Die Piratenbraut (Cutthroat Island)
- 1996: Tödliche Weihnachten (The Long Kiss Goodnight)
- 1997: Mein Liebling, der Tyrann (The Beautician and the Beast)
- 1998: Auf der Jagd (US Marshals)
- 1999: Die Festung II: Die Rückkehr (Fortress 2: Re-Entry)
- 1999: James Bond 007 – Die Welt ist nicht genug (The World Is Not Enough)
- 2000: Billy Elliot – I Will Dance (Billy Elliot)
- 2000: Ein ganz gewöhnlicher Dieb – Ordinary Decent Criminal (Ordinary Decent Criminal)
- 2000: Quills – Macht der Besessenheit (Quills)
- 2001: Corellis Mandoline (Captain Corelli's Mandolin)
- 2002: Entführer & Gentlemen (The Abduction Club)
- 2003: Amnesia – Tödliche Vergangenheit (Amnesia)
- 2003: Das unvollendete Bildnis (Agatha Christie’s Poirot, Folge Five Little Pigs)
- 2004: Eurotrip
- 2005: Sahara – Abenteuer in der Wüste (Sahara)
- 2006: Like Minds – Verwandte Seelen (Like Minds)
- 2006: New Tricks – Die Krimispezialisten (New Tricks, Fernsehserie, 1 Episode)
- 2008: Wiedersehen mit Brideshead (Brideshead Revisited)
- 2009: Blut, Schweiß und Tränen (Into the Storm)
- 2012: Hunted – Vertraue niemandem
- 2012–2013: The Paradise (Fernsehserie, 8 Episoden)
- 2012–2016: Game of Thrones (Fernsehserie, 4 Episoden)
- 2015–2016: Indischer Sommer (Indian Summers, Miniserie, 10 Episoden)
- 2015–2019: Luther (Fernsehserie, 8 Episoden)
- 2016: Bridget Jones’ Baby (Bridget Jones’s Baby)
- 2018: Mortal Engines: Krieg der Städte (Mortal Engines)
- 2021: The Protégé – Made for Revenge (The Protégé)